# Kierzenko
Kierzenko – wieś w Polsce położona w województwie wielkopolskim, w powiecie kępińskim, w gminie Kępno.
| SIMC    | Nazwa     | Rodzaj    |
| ------- | --------- | --------- |
| 0199651 | Pod Borem | część wsi |

Położone przy drodze Kierzno-Mikorzyn, ok. 5 km na północny wschód od Kępna.
W latach 1975–1998 miejscowość administracyjnie należała do województwa kaliskiego.